# Sūrmūrd
Sūrmūrd (persiska: سورمورد) är en ort i Iran.   Den ligger i provinsen Kohgiluyeh och Buyer Ahmad, i den centrala delen av landet, 500 km söder om huvudstaden Teheran. Sūrmūrd ligger 1 418 meter över havet och antalet invånare är 132.
Terrängen runt Sūrmūrd är huvudsakligen kuperad, men norrut är den bergig.Runt Sūrmūrd är det ganska glesbefolkat, med 47 invånare per kvadratkilometer. Närmaste större samhälle är Mūshemī-ye Pā'īn, 10,4 km väster om Sūrmūrd. Omgivningarna runt Sūrmūrd är i huvudsak ett öppet busklandskap.